# Jozef Janssens (voetballer)
Jozef "Jef" Janssens (19 november 1919 - 13 oktober 1976) was een Belgisch amateurvoetballer. Janssens speelde als spits en was aanvoerder bij het eerste elftal van Stade Leuven van 1938 tot 1953. In deze periode speelde Stade Leuven haar enige seizoen op het hoogste niveau (1949-1950).  Janssens wordt beschouwd als een van de grootste 'stadisten' aller tijden.

## Voetbal
Janssens speelde vanaf dertienjarige leeftijd bij het jeugdteam van Stade Leuven. Vanaf 1938 speelde hij in het eerste elftal. Hij speelde bijna altijd alle wedstrijden en in het seizoen 1945/1946 scoorde hij 29 doelpunten. Janssens was aanvoerder toen Stade Leuven in 1949 kampioen werd van de Eerste Afdeling A en promoveerde naar de Ere Afdeling, het hoogste niveau, waar het team slechts één seizoen zou spelen. Na het seizoen van 1952-1953 stopte hij bij het eerste elftal maar bleef lid van de voetbalvereniging.

## Werk
In het burgerleven werkte hij in het laboratorium van de grote tabaksfabriek Vander Elst in Leuven.

## Overlijden
Janssens overleed in 1976 op 56-jarige leeftijd.   